# Jean Van de Cauter
Jean Van de Cauter est un compositeur, organiste et organier né à Nimy (près de Mons) le 1er août 1906, mort à Charleroi le 27 juillet 1979. Il est le père de l'organiste belge Arnaud Van de Cauter.

## Biographie
À peine adolescent, il lui arrive régulièrement de remplacer l'organiste de sa paroisse (église Sainte-Élisabeth à Mons) pour les vêpres du dimanche. Il a parfois l'occasion de se faire entendre aussi dans d’autres églises de la ville, comme la collégiale Sainte-Waudru. Sa vocation musicale se précise au petit séminaire de Bonne-Espérance (situé à Vellereille-les-Brayeux, près de Binche), où il accomplit le cycle supérieur de ses humanités gréco-latines : le maître de chapelle, l'abbé Staquet, y sera son premier maître véritable dans ce domaine et lui ouvrira de nombreux horizons, tant pour la musique liturgique que pour l'orgue. Ce n'est toutefois qu'en 1933 – il a alors vingt-sept ans – qu'il commence des études musicales supérieures en s'inscrivant au Conservatoire royal de Bruxelles. Il y obtient un premier prix d'orgue en 1935 dans la classe de Paul de Maleingreau, interprète exceptionnel qui a fait énormément pour la redécouverte de la musique ancienne. Le Conservatoire sera aussi pour Jean Van de Cauter le lieu où s'enracinent des relations durables et passionnées, marquées par la même recherche de l'authenticité musicale, avec Marcel Druart et Pierre Froidebise notamment.
À partir de 1941, il séjourne au Petit Séminaire de Floreffe, où il a été engagé comme organiste et professeur de musique : il y fera preuve, pour l'organisation de la liturgie, d'un enthousiasme extraordinaire qui laissera des souvenirs inoubliables chez ceux qui auront travaillé avec lui. La facture d'orgue le passionne aussi, mais dans une direction bien déterminée : refusant les systèmes de transmission pneumatique et électrique qui se sont alors généralisés, il commence à rêver d'un retour à la traction mécanique, qui seule permet un contact direct entre le doigt de l'interprète et le tuyau. Pour retrouver ce passé, il se met à étudier divers traités de musique ancienne et à parcourir la Belgique, l'Allemagne et les Pays-Bas à la recherche d'instruments du XVIe et du XVIIe siècle conservés dans leur état d'origine. Il s'associe aussi avec un atelier de facture d'orgue, la maison Merklin & Kuhn de Lyon, qui le reconnaîtra en 1950 comme son mandataire pour la Belgique et le Nord de la France. En 1953, il fait construire un tout premier positif entièrement mécanique (instrument à un seul clavier de six jeux coupés en basse et dessus) dans l'église paroissiale de Maissin (B). Cet orgue fut réalisé par le facteur allemand Alfred Führer.

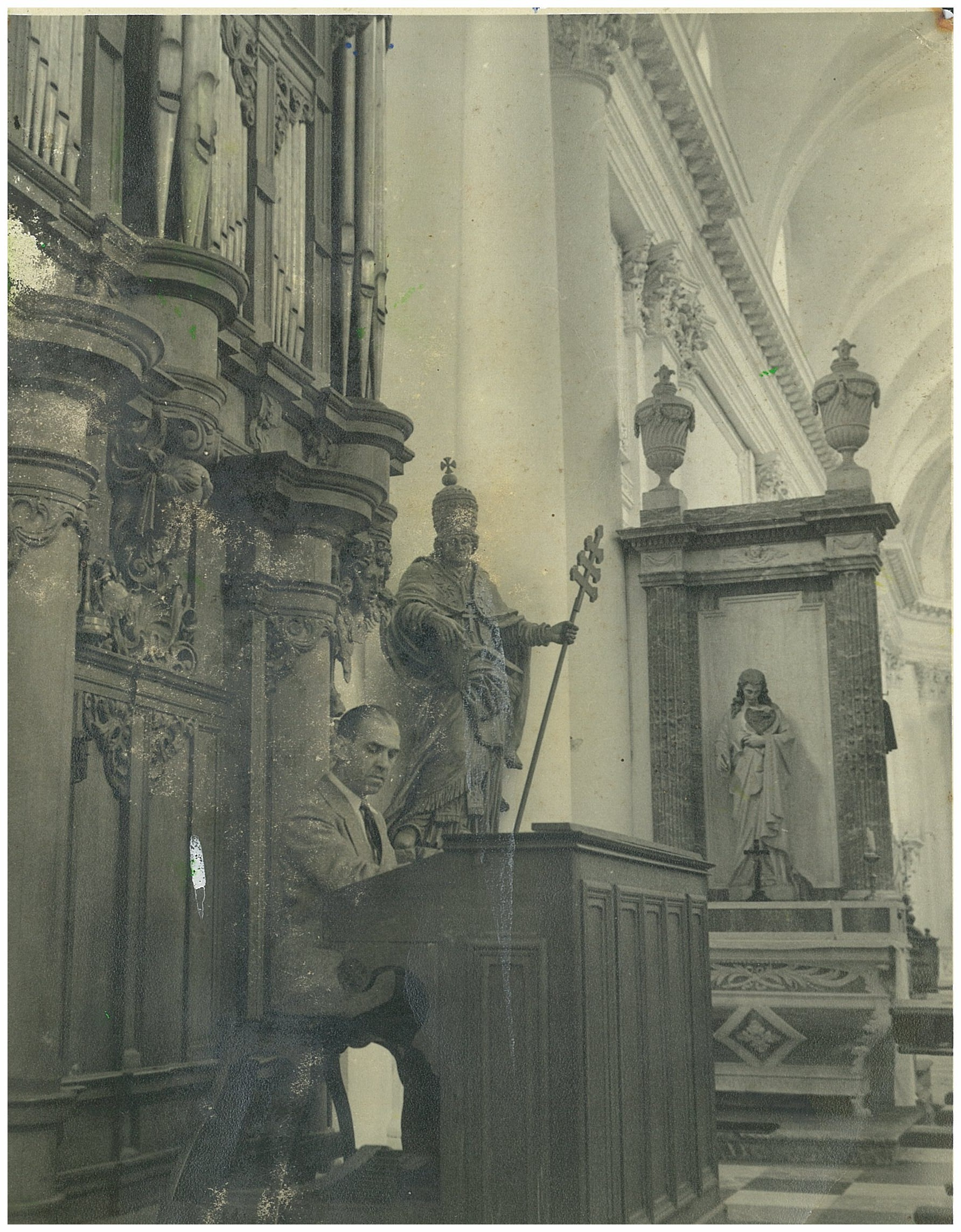
photographie de Jean Van de Cauter à l'orgue de l'abbaye de Floreffe

En 1958, tandis qu'il complète ses fonctions pédagogiques comme professeur de clavier au petit séminaire de Bonne-Espérance, il fonde la société Organa Van de Cauter et Cie, installée à Châtelineau. À partir de cette date, il aura l'occasion de travailler en collaboration avec diverses maisons pour la réalisation des projets dont il est l'auteur. La même année, il est promu conseiller artistique et administrateur chez Merklin & Kuhn, et il a la charge de présenter à Lyon, puis en Belgique, le premier instrument néo-baroque réalisé par cette firme, un positif également. Peu après, les orgues de Han-sur-Lesse et de Bertrix, plus importants (respectivement avec trois et quatre plans sonores indépendants à la façon nordique), sont construits en collaboration avec le facteur d'orgues hollandais G.A.c. De Graaf. Ces orgues très novateurs à l'époque, entièrement mécaniques et harmonisés «plein-vent», lui valent des commentaires élogieux de Pierre Froidebise, André Souris et Robert Wangermée.
Son travail remarquable à Floreffe lui vaut aussi une reconnaissance de plus en plus large : en 1957, la RTB décide de donner l'exclusivité aux offices qu'il y anime pour la retransmission de la messe dominicale sur les ondes. Mais tout le monde ne l'entend malheureusement pas de cette oreille : au début des années 1960, l'évêque de Namur, Monseigneur Charue, s'étant laissé convaincre qu'il ne convenait pas que le chant grégorien interprété dans un petit séminaire s’écarte de la stricte pratique imposée par Solesmes, l'animation liturgique à Floreffe lui est retirée pour être confiée exclusivement à l'abbé Paul Léonard, et il doit se limiter à sa fonction d'organiste.
Il ne se détourne pas de la musique liturgique pour autant : c'est l'époque du concile Vatican II, et il va s'intéresser de près au renouveau liturgique en composant de nombreuses pièces en français pour Bonne-Espérance ou pour des amis et anciens élèves devenus prêtres ou chefs de chœur, qu'il commencera à publier en 1965. En 1969, il renonce à ses activités à Floreffe pour raisons médicales. Il meurt dix ans plus tard.
Si l'inventaire des orgues réalisés sous l'impulsion, sous la direction et donc sous le nom de Jean Van de Cauter reste à faire, il est certain que sa recherche obstinée de la sonorité originelle de l'orgue – qu'il perçoit comme un instrument « plein-vent » à traction mécanique – a marqué la vie musicale de son temps et constitue un jalon important du retour à une conception baroque de l'orgue en Belgique et en France. En effet, dès l'après-guerre, il a très activement œuvré à la conception et à la réalisation d'instruments destinés spécifiquement à la musique des XVIe et XVIIe siècles, c'est-à-dire avec des jeux et un toucher permettant de rendre au mieux l’esprit de ce répertoire essentiellement polyphonique. Si l'on peut regretter aujourd'hui que cette tendance ait conduit à déconsidérer les orgues romantiques et modernes, qui sont pourtant tout aussi indispensables (Jean Van de Cauter était d'ailleurs lui-même un grand admirateur de la facture Cavaillé-Coll), la redécouverte de la musique antérieure à Bach qui s'est développée au fil du XXe siècle impliquait de disposer d'instruments adéquats, qui à l'époque manquaient cruellement. Il faut d'ailleurs préciser que sa recherche et sa réflexion dans ce domaine ne se sont jamais enfermées dans des vues réductrices : ses commentaires prouvent en effet qu'il était bien conscient de la part énorme de liberté laissée à l'interprète dans ce répertoire. En 1960, il écrivait : "Parlant des anciens, il faudrait se remettre en esprit ce que signifie à leurs yeux l’interprétation : l'adaptation du texte écrit à l'instrument présent, aux nécessités pratiques et esthétiques du moment (exécution, accompagnement), adaptation constante postulée par tous les maîtres, tout ce qu'oublie l'enseignement formel académique ». De ce point de vue, il était très proche des conceptions de son ami Pierre Froidebise, autre grand découvreur de la musique ancienne.
Comme compositeur, il s'est limité à la musique liturgique, mais son apport là aussi est exceptionnel et multiple. Considérant que la composition fait partie intégrante du métier d'organiste liturgique, il a réalisé d'innombrables arrangements et adaptations pour les offices qu'il dirigeait à Floreffe, souvent au départ de pièces du Moyen Âge et de la Renaissance. Il n'en subsiste toutefois aucune trace écrite, seuls quelques enregistrements sur bandes magnétiques témoignent encore de cette partie de son activité.
Après 1960, il a travaillé dans une autre direction en participant au renouveau liturgique lancé par le concile Vatican II et en proposant des chants liturgiques en français de qualité, inspirés parfois de la tradition grégorienne et de la musique ancienne, mais ne négligeant pas pour autant les apports du XXe siècle. Sa production dans ce domaine est assez importante et peut rappeler celle d'un autre compositeur belge qui a œuvré dans le même sens, Édouard Senny.
Toujours dans une optique liturgique, Jean Van de Cauter a publié en outre plusieurs recueils d'accompagnement de mélodies grégoriennes. On lui doit aussi une anthologie d'œuvres pour orgue assez simples d'époques diverses adaptées à l'usage liturgique, Le Livre de l'Organiste, qui consiste en un ensemble de préludes et de postludes dans tous les tons.
Jean Van de Cauter a également créé une tradition familiale : son fils Arnaud, né en 1967, est organiste. Il a publié divers écrits de son père, ainsi qu'une partie de ses compositions liturgiques. Avec sa sœur Waudru, née en 1962, il a également créé l'asbl Voce et Organo, dont les objectifs sont de promouvoir la musique européenne des XVIe et XVIIe siècles, porter la musique là où les orgues sont absents, mettre en valeur le patrimoine musical belge et européen et soutenir la création contemporaine.

## Œuvres
Orgue : Liber organum pulsantis ad Kyriale (1942), Organum liber II – Saluts grégoriens (1942), Liber II Organum pulsantis ad Missa pro Defunctis (1944), Le Livre de l’Organiste (1970).
Compositions liturgiques : Chants du Propre en français pour chaque dimanche et fête, Messe de Bonne-Espérance (1965), Liturgie des défunts (1965), Messe pour le temps présent (1970), Psaumes responsoriaux (pour chacune des trois années liturgiques).

### Rééditions
- « Psaumes responsoriaux » : édition à compte d’auteur, 1989, par Arnaud Van de Cauter. Epuisé.
- « Psaumes responsoriaux » : nouvelle édition actuellement en préparation (2014-2015). Version réactualisée sur base des nouvelles traductions des antiennes (texte A.E.L.F), sous la direction d’Arnaud Van de Cauter. Publication et diffusion assurée par l’asbl Voce et Organo – Bruxelles (info@voceorgano.be)
- « Trois Messes à l’usage des Paroisses » (éditions Chantraine – Tournai, 1999) : Recueil contenant la Messe de Bonne-Espérance, la Liturgie des défunts et la Messe pour le temps présent. Disponible uniquement en s’adressant à l’asbl Voce et Organo – Bruxelles (info@voceorgano.be).